# Liste d'athlètes olympiques devenus chef d'État ou de gouvernement

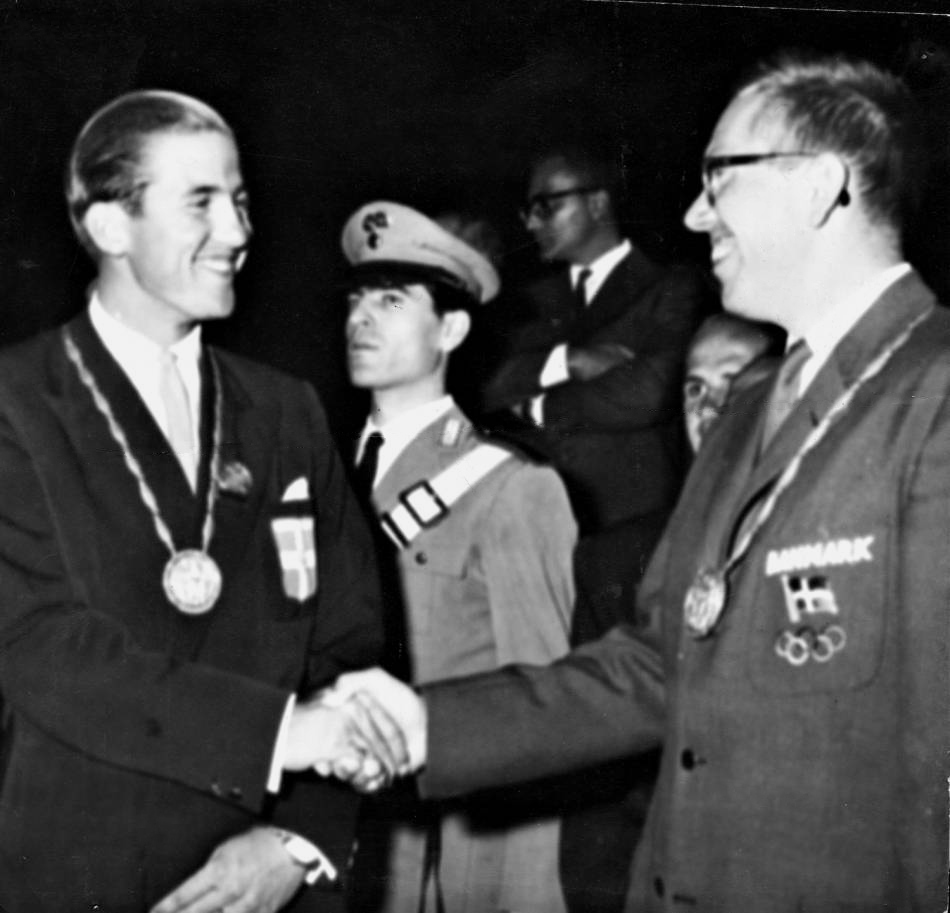
Constantin (à gauche), diadoque de Grèce et médaillé d'or au dragon en voile aux Jeux olympiques d'été de 1960, serre la main du Danois Paul Elvstrøm, médaillé d'or à l'épreuve du Finn.

Neuf athlètes ayant participé aux Jeux olympiques sont par la suite devenus chef d'État ou chef de gouvernement de leur pays.
Six d'entre eux sont prince héritier au moment de leur participation aux Jeux, et sont ensuite devenus roi. Deux sont devenus président de la République, et un est devenu Premier ministre.
Trois sont médaillés olympiques, tous trois champions : le prince héritier Olav de Norvège et le diadoque Constantin de Grèce en voile, et le Hongrois Pál Schmitt en escrime. Le Nauruan Marcus Stephen n'a pas été médaillé olympique, mais a été sept fois médaillé d'or, et cinq fois médaillé d'argent, en haltérophilie aux Jeux du Commonwealth.

## Liste
En voici la liste, par ordre chronologique de leur participation aux Jeux olympiques, :
| Nom                                 | Nom | Nationalité sportive | Participation aux Jeux | Fonction politique ultérieure | Remarques |
| ----------------------------------- | --- | -------------------- | --- | --- | --- |
| Olav prince héritier de Norvège     |     | Norvège              | Voile aux Jeux olympiques d'été de 1928 à Amsterdam : * Médaille d'or à l'épreuve du 6 mètres | Roi de Norvège (1957-1991). | |
| Constantin diadoque de Grèce        |     | Grèce                | Voile aux Jeux olympiques d'été de 1960 à Rome : * Médaille d'or à l'épreuve de Dragon | Roi des Hellènes (1964-1973). | Porte-drapeau de l'équipe grecque. |
| Harald prince héritier de Norvège   |     | Norvège              | Voile aux Jeux olympiques d'été de 1964 à Tokyo : * 8e à l'épreuve du 5,5 mètres Voile aux Jeux olympiques d'été de 1968 à Mexico : * 11e à l'épreuve du 5,5 mètres Voile aux Jeux olympiques d'été de 1972 à Munich : * 10e à l'épreuve du Soling | Roi de Norvège (depuis 1991). | Porte-drapeau de l'équipe norvégienne lors des Jeux olympiques d'été de 1964.                                                              |
| Pál Schmitt                         |     | Hongrie              | Escrime aux Jeux olympiques d'été de 1968 à Mexico : * Médaille d'or à l'épée en équipe Escrime aux Jeux olympiques d'été de 1972 à Munich : * Médaille d'or à l'épée en équipe * éliminé en quart de finale à l'épée individuelle Escrime aux Jeux olympiques d'été de 1976 à Montréal : * 4e à l'épée en équipe | Président de la république de Hongrie (2010-2012).                                                                                                   | |
| Juan Carlos prince d'Espagne        |     | Espagne              | Voile aux Jeux olympiques d'été de 1972 à Munich : * 15e à l'épreuve du Dragon | Roi d'Espagne (1975-2014). | |
| Tarō Asō                            |     | Japon                | Tir aux Jeux olympiques d'été de 1976 à Montréal : * 41e à l'épreuve du skeet | Premier ministre du Japon (2008-2009). | |
| Albert prince héréditaire de Monaco |     | Monaco               | Bobsleigh aux Jeux olympiques d'hiver de 1988 à Calgary : * 25e au bob à deux Bobsleigh aux Jeux olympiques d'hiver de 1992 à Albertville : * 43e au bob à deux * 27e au bob à quatre Bobsleigh aux Jeux olympiques d'hiver de 1994 à Lillehammer : * 31e au bob à deux * 26e au bob à quatre Bobsleigh aux Jeux olympiques d'hiver de 1998 à Nagano : * 28e au bob à quatre Bobsleigh aux Jeux olympiques d'hiver de 2002 à Turin : * 28e au bob à quatre | Prince de Monaco (depuis 2005). | Porte-drapeau de l'équipe monégasque lors des Jeux olympiques d'hiver de 1994.                                                             |
| Felipe prince des Asturies          |     | Espagne              | Voile aux Jeux olympiques d'été de 1992 à Barcelone : * 6e à l'épreuve du Soling | Roi d'Espagne (depuis 2014). | Porte-drapeau de l'équipe espagnole. |
| Marcus Stephen                      |     | Samoa puis Nauru     | Haltérophilie aux Jeux olympiques d'été de 1992 à Barcelone : * 9e en catégorie poids plume (60 kg) Haltérophilie aux Jeux olympiques d'été de 1996 à Atlanta : * abandon en catégorie poids coq (59 kg) Haltérophilie aux Jeux olympiques d'été de 2000 à Sydney : * 11e en catégorie poids plume (62 kg) | Président de la république de Nauru (2007-2011). Ministre de l'Éducation et des Finances (2003-2004). Président du Parlement de Nauru (depuis 2019). | Intégré à la délégation samoane pour les Jeux olympiques d'été de 1992 car Nauru n'a pas encore de comité national olympique à cette date. |